# Медведєв Рой Олександрович
Рой Олександрович Медве́дєв (14 листопада 1925, місто Тифліс, тепер Тбілісі, Грузія) — російський і радянський письменник. Член ЦК КПРС у 1990—1991 роках. Народний депутат СРСР (1989—1991). Кандидат педагогічних наук (1958).

## Життєпис
Народився в родині Олександра Романовича Медведєва (радянський військовий діяч, полковий комісар, репресований в 1938 році) та Юлії Ісааківни Рейман (віолончелістка).
Рой Медведєв у 1943 році закінчив екстерном середню школу.
З 1943 по 1946 рік служив нормувальником артилерійського арсеналу Закавказького військового округу в місті Тбілісі. 
У 1946—1951 роках — студент філософського факультету Ленінградського державного університету імені Жданова, обирався секретарем комітету комсомолу філософського факультету.
У 1951—1954 роках — вчитель середньої школи в Свердловській області. У 1954—1957 роках — директор семирічної школи в Ленінградській області. З 1957 року — аспірант Московського державного педагогічного інституту імені Леніна.
У 1958 році захистив у Московському державному педагогічному інституті імені Леніна дисертацію на тему «Виробнича праця учнів старших класів у промисловості та проблема виробничої спеціалізації».
У 1958—1961 роках — редактор, заступник головного редактора видавництва «Учпедгиз».
Член КПРС з 1959 року.
У 1961—1970 роках — старший науковий співробітник, завідувач сектору науково-дослідного інституту виробничого навчання Академії педагогічних наук СРСР.
З початку 1960-х років Медведєв брав активну участь у русі дисидентів, редагував самвидавні видання: журнал «Політичний щоденник», альманах «XX століття». У 1969 році був виключений з КПРС за книгу «До суду історії», присвячену періоду великого терору в СРСР. 19 березня 1970 року Рой Олександрович Медведєв разом із академіком Сахаровим та Валентином Турчиним опублікував відкритий лист до керівників СРСР про необхідність демократизації радянської системи.
З 1970 року займався літературно-публіцистичною діяльністю. Книги Роя Медведєва «До суду Історії. Про Сталіна і сталінізм» та «Вони оточували Сталіна» були видані на Заході, де стали бестселерами. Деякі дисиденти вважали Роя Медведєва «давнім літературним співробітником» КДБ СРСР.
У 1989 році Комітет партійного контролю при ЦК КПРС відновив Роя Медведєва в лавах партії зі збереженням стажу з 1959 року.
У роки перебудови був народним депутатом СРСР (1989—1991), членом Верховної ради СРСР, співголовою комісії З'їзду народних депутатів СРСР для перевірки матеріалів, пов'язаних з діяльністю слідчої групи Прокуратури СРСР, очолюваної Т. Гдляном.
З 1991 року — співголова Соціалістичної партії трудящих Російської Федерації.
У 2000-х роках Рой Медведєв став одним із біографів Володимира Путіна, видав книги «Загадка Путіна», «Час Путіна», «Володимир Путін — чинний президент», «Володимир Путін. Серія «Життя чудових людей»» (2008). У 2007 році отримав Премію ФСБ Російської Федерації (номінація «Художня література та журналістика», 2007) за книгу «Андропов» (серія «Життя чудових людей»).